# Бондар Олександр Васильович
Олекса́ндр Васи́льович Бо́ндар — старший лейтенант Збройних сил України, учасник російсько-української війни.

## З життєпису
Закінчив Тернопільський національний економічний університет, спеціальність — фінанси та кредит. Інспектор митного поста «Хмельницький-Центральний», згодом — головний державний ревізор-інспектор регіонального відділу погашення заборгованостей.
З березня 2014-го — доброволець. Воював у складі підрозділу 57-ї бригади під Слов'янськом.

## Нагороди
за особисту мужність і героїзм, виявлені у захисті державного суверенітету та територіальної цілісності України, вірність військовій присязі під час російсько-української війни, відзначений — нагороджений
- 27 червня 2015 року — орденом «За мужність» III ступеня,